# Габіма
Габіма, Га-Біма (івр. הַבִּימָה, сцена, біма; івр. הַתֵּאַטְרוֹן הַלְּאֻמִּי הַבִּימָה, трансліт. Га-Театрон га-леумі Га-Біма) — національний театр Ізраїлю, розташований у Тель-Авіві; перший івритомовний театр у світі.

## Історія

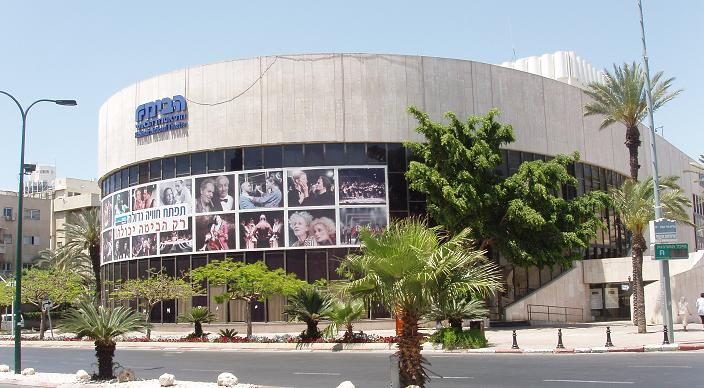
Га-Біма, Тель-Авів, Ізраїль, 2005

В 1909 Нахум Цемах заснував у Білостоці трупу «Га-Біма га-іврит» яка зіграла перший спектакль івритом. Ця самодіяльна група багато виступала у Вільнюсі де в той час жило багато євреїв. Вона існувала до 1914 року, але в зв'язку з початком Першої Світової війни розпалася.
В 1917 році Цемах створив товариства «Га-театрон га-іврі Га-Біма» (Єврейський театр — Га-Біма). Він зібрав невелику трупу частина з учасників якої грали в його попередніх колективах. Того ж року Цемах звернувся до Станіславського з проханням про покровительство єврейського театру. Станіславський пообіцяв свою допомогу та назначив Вахтангова наставником та режисером нового театру.
Вахтангов вчив акторів основам професійної майстерності та працював над кількома п'єсами. 8 жовтня 1918 року було зіграно перший спектакль. Хворого Вахтангова замінив Мчеделов який розпочав репетиції першої великої п'єси театру — «Вічного жида». В грудні 1919 року відбулася прем'єра яка пройшла з великим успіхом. Га-Біма отримала статус державного театру з виділенням щорічної субсидії. Але так звана Єврейська секція РКП(б) яка намагалася підім'яти під себе чи знищити усі некомуністичні єврейські організації оголосила Габіму «реакційним буржуазним» театром, що грає застарілою мовою. Їй вдалося добитися відміни державного статусу театру. Однак Цемах звернувся в ЦК і за підтримки російських культурних діячів (Станіславський, Шаляпін та інші) добився поновлення державного фінансування від Сталіна — тодішнього комісара по справам національностей. Тож театр під керівництвом Вахтангова продовжив успішно працювати.
За сприяння Станіславського Га-Біма в 1926 році виїхала за кордон на гастролі. Під час європейського турне театр побував в Австрії, Польщі, Литві, Латвії, Німеччині, Франції. В грудні 1926 Сол Юрок, відомий американський антрепренер привіз театр до Сполучених Штатів, де він виступав з величезним успіхом. У червні 1927 року театр розпався на дві групи — більшість акторів не витримало диктату Цемаха й повернулася до Європи.
В Європі актори Габіми повністю реорганізували театр на демократичних засадах — театр став колективною власністю акторів, які всі разом керували ним і визначали напрямки його розвитку. На загальних зборах актори вибирали керівництво, визначалися з репертуаром і роздавали ролі за принципом, що кожен повинен мати можливість зіграти. Усі актори отримували однакову платню. Так театр працював 40 років.
Після року європейського турне трупа знову розкололася — меншість залишилася в Європі, а більшість поїхала до Палестини і 27 березня 1928 року прибула в Яффу. В Палестині вже діяло два єврейських театри, тож з травня 1929, Га-Біма знову вирушила на гастролі до Європи і повернулася лише на початку 1931 року.
Усі попередні спектаклі ставилися російськими режисерами. Оскільки Га-Біма керувалася колективно, то актори спробували працювати на основі «внутрішньої режисури» — провідні актори трупи Фрідланд та Чемеринський стали і провідними режисерами на наступні 20 років.
З 89 п'єс, поставлених Габімою до проголошення незалежності Ізраїлю, 52 були на єврейські теми, а 37 — належали до класичного репертуару.
В 1958 році театр отримав статус національного театру Ізраїлю та найвищу державну нагороду — Державну премію Ізраїлю.
1950-і та 1960-і роки були дуже успішними в творчому плані, але фінансовий стан театру погіршився, а в колективі не раз відбувалися конфлікти, та й сам принцип колективного керівництва щораз частіше піддавався критикувався. В 1967 році держава узялася виплатити заборгованість театру та виплачувати йому 50 % субсидію, але управляти театром з того часу стала опікунська рада, яка призначала директора та художнього керівника.
На кінець 1997 року в театрі з моменту заснування було поставлено понад 500 п'єс, з яких 65 належали до світового класичного репертуару.